# Devon Island
Devon Island ist die zweitgrößte der Königin-Elisabeth-Inseln. Sie gehört wie der größte Teil des kanadischen Archipels zum Territorium Nunavut.

## Geografie, Geologie und Klima

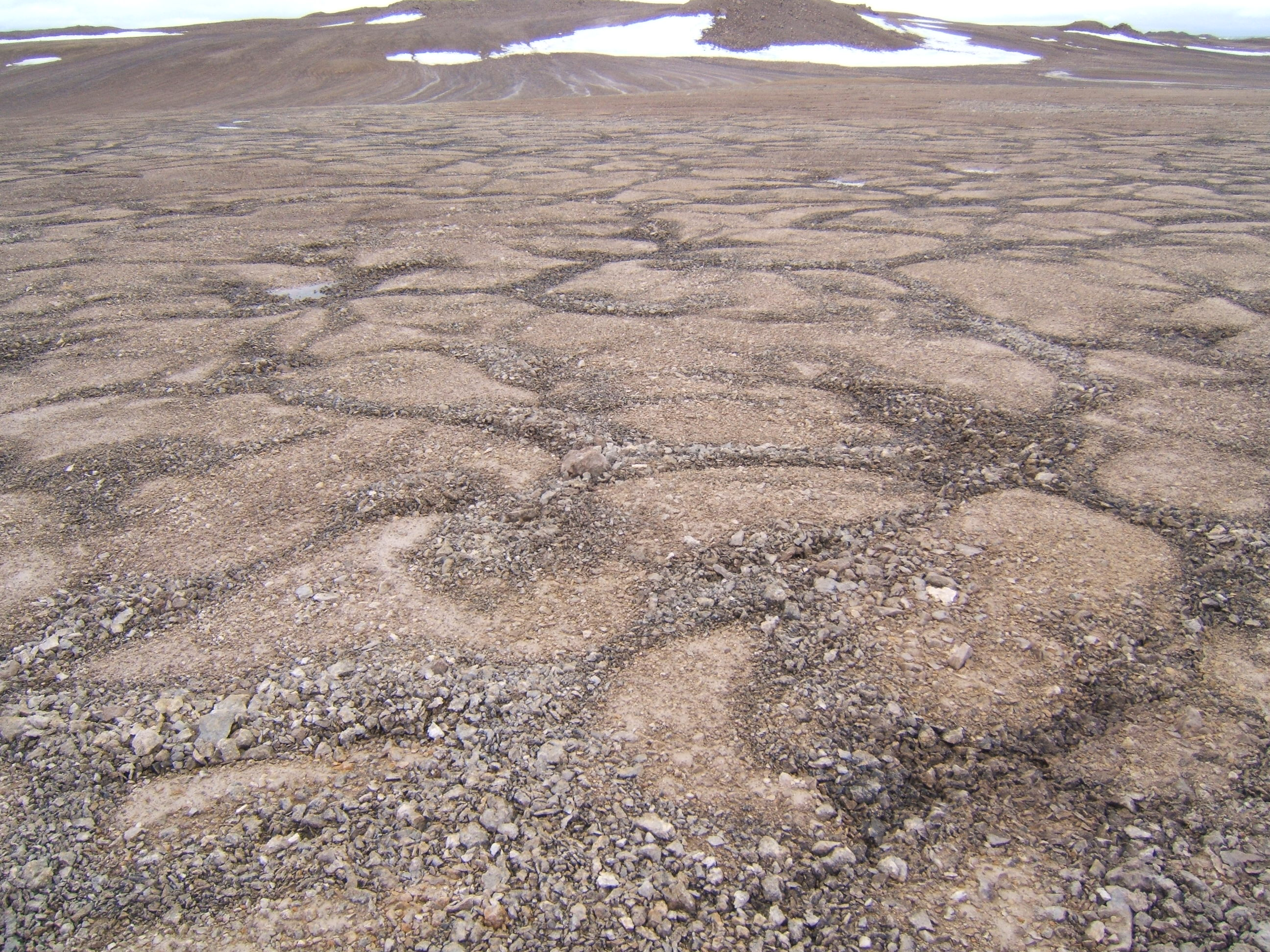
Permafrostboden auf Devon Island

Die Insel ist von Ellesmere Island im Norden durch den Jones Sound und von der Baffin-Insel im Süden durch den Lancastersund getrennt. Im Osten grenzt sie an die Baffin Bay, im Westen an den Wellington Channel und die Penny Strait. Sie ist mit einer Fläche von 55.247 km² die größte unbewohnte Insel der Erde. Geologisch besteht die Insel überwiegend aus Schluffstein und Schiefer, der im Osten bis aus der Zeit des Präkambriums stammt.
Den Großteil der Insel bildet eine ca. 300–500 m hohe Ebene, die hauptsächlich aus Permafrostboden besteht. Die durchschnittliche Jahrestemperatur beträgt dort −16 °C. Lediglich an der Nordostküste der Insel liegt ein schmaler Streifen mit wärmerem Klima, das Truelove Lowland, das etwa 45–50 Tage schneefrei ist und eine hochpolare Tundra-Vegetation aus Moosen und Flechten hervorgebracht hat. Neben Lemmingen trifft man dort das ganze Jahr über auch auf Moschusochsen. In den Sommermonaten werden dort Temperaturen von 4–8 °C erreicht.
Daneben befinden sich mehrere Gebirgszüge der Arktischen Kordillere auf der Insel, darunter die Treuter Mountains, die Haddington Range und die Cunningham Mountains. Das östliche Drittel der Insel ist von einer etwa 14.000 km² großen Eiskappe überzogen, dem Devon Ice Cap, das eine Dicke von bis zu 880 m (nach anderer Quelle etwa 500–700 m) aufweist. Dort befindet sich mit 1.920 m auch der höchste Punkt der Insel.
Bekannt ist Devon Island auch wegen des Haughton-Kraters (⊙), der durch den Einschlag eines Meteoriten vor etwa 38±2 Millionen Jahren entstand und einen Durchmesser von etwa 20 km hat.

## Geschichte
Auf der Insel wurden Spuren von Paläo-Eskimos gefunden, die auf die Zeit um 2.500 v. Chr. datiert wurden. Über Jahrhunderte wurde die Insel von jagenden Inuit besucht.
In der Neuzeit wurde die Westküste der Insel 1616 von William Baffin entdeckt, der möglicherweise auch an Land ging. Zwei Jahre später wurde sie von John Ross gesichtet. William Edward Parry benannte die Insel 1819 zunächst Nord-Devon, nach der englischen Grafschaft Devon, aus der sein stellvertretender Kommandant, Matthew Liddon, stammte. Er führte die erste gesicherte Landung auf der Insel durch.
Von 1924 bis 1933 und von 1945 bis 1951 betrieb die Royal Canadian Mounted Police einen Außenposten am Dundas Harbour (⊙). Von 1934 bis 1936 wurde dieser von der Hudson’s Bay Company genutzt.

## Forschungsprojekte
Das Arctic Institute of North America der University of Calgary betreibt seit 1960 eine Forschungsstation an der Nordostküste der Insel (⊙).
Die Mars Society führt auf der Insel ein Projekt durch, für das ein Mars-Habitat in Kanadas kalter Wildnis aufgebaut wurde. Die Flashline Mars Arctic Research Station wurde in der Nähe des Haughton-Kraters  errichtet. Die Gegebenheiten auf der Insel sind denen auf dem Mars ähnlich.